# فرودگاه پانته لریا
 فرودگاه پانته لریا (به انگلیسی: Pantelleria Airport) یک فرودگاه همگانی و نظامی با کد یاتا PNL است که یک باند فرود آسفالت دارد و طول باند آن ۱۲۲۰ متر است. این فرودگاه در کشور ایتالیا قرار دارد و در ارتفاع ۱۹۴ متری از سطح دریا واقع شده است.